# 异被地杨梅
异被地杨梅（学名：Luzula inaequalis）为灯心草科地杨梅属下的一个种。

## 扩展阅读
- 維基物種上的相關：异被地杨梅